# Anne Sudrow
Anne Sudrow (* 1970)  ist eine deutsche Historikerin, die als Wissenschaftlerin tätig ist und unter anderem Bücher zu Sozial- und Wirtschaftsgeschichte veröffentlicht hat.

## Werdegang
Anne Sudrow war unter anderem an der Universität Göttingen tätig und veröffentlichte 2009 ihre Dissertation an der Fakultät für Naturwissenschaften der Technische Universität München. Sie war 2012–2018 wissenschaftliche Mitarbeiterin am Zentrum für Zeithistorische Forschung Potsdam und war 2016–2017 Gastprofessorin für Technikgeschichte an der TU Berlin. Im Sommersemester 2022 erhielt sie eine Gastprofessur zur interdisziplinären Holocaustforschung am Fritz-Bauer-Institut in Frankfurt am Main. Sie ist am Lehrstuhl der Humboldt-Universität zu Berlin verzeichnet.

## Veröffentlichungen (Auswahl)
- Der Schuh im Nationalsozialismus, 2010, ISBN 978-3-8353-0793-3.
- Geheimreport Deutsches Design, 2012, ISBN 978-3-8353-1018-6.
- Kleine Ereignisgeschichte der Währungsreform 1948, 2018, ISSN 2194-3621, Online-PDF.
- Unternehmen Sport: die Geschichte von Adidas, 2018, ISBN 978-3-8275-0122-6.
- Zeitgeschichte der Dinge: Spurensuchen in der materiellen Kultur der DDR, 2019, ISBN 3-412-51737-2.

## Auszeichnungen
Sudrow wurde 2010 zu ihrem Werk: „Der Schuh im Nationalsozialismus. Eine Produktgeschichte im deutsch-britisch-amerikanischen Vergleich“ vom Verband der Historiker und Historikerinnen Deutschlands mit dem Hedwig-Hintze-Preis geehrt, der für „hervorragende Dissertationen aus dem Gesamtbereich der Geschichtswissenschaft“ vergeben wird.